# Pressure (Wage War)
Pressure è il terzo album in studio della band metalcore americana Wage War. Questo è anche il secondo album con Briton Bond.
Riguardo all'album, il suo titolo toccante e il concetto di pressione, la band afferma: "Ogni volta che vai a fare un disco, c'è pressione. Ciò che si ha in quello studio con quelle persone influenza i prossimi, o comunque molti anni della tua carriera, e se giochi bene le tue carte, può cambiarti la vita. Sembrava davvero una situazione di make or break. La "pressione" per creare il perfetto album dei Wage War, uno che raccoglie ciò che la gente ha imparato ad amare della nostra band eppure continua a crescere ed esplorare nuovi territori e spingerci più duramente che mai. "
"Tuttavia, questa non è l'unica pressione di cui parla questo album. Ci sono canzoni sull'album che trattano di salute mentale e la pressione di agire "ok" anche quando le cose non lo sono. Ci sono canzoni sull'album che parlano di non soccombere alla pressione e di essere solo un'altra faccia della folla, ma di fare di più di un cambiamento in te stesso e nel mondo che ti circonda. Essere in una band, fare musica, suonare spettacoli in un modo o nell'altro, tutto ha una "pressione" e il modo in cui affrontarlo è ciò che determina chi sei. Questo album è la nostra risposta."

## Registrazione
Quando gli è stato chiesto di registrare l'album, Cody Quistad ha dichiarato: "Eravamo tutti fuori dalla nostra zona di comfort, il che era davvero bello, non potevamo semplicemente andare a casa dopo la giornata. Vivevamo tutti nella stessa casa. È stata una grande opportunità per riconnetterci. Andavamo agli spettacoli insieme, tornavamo e scrivevamo alle 2 del mattino. Los Angeles è stimolante, perché c'è una spinta e una passione giovanile. Tutti sono lì per inseguire un sogno. Ti dà una mentalità. Parli di andare a Los Angeles per registrare un disco quando hai 13 anni. È stata una cosa da non perdere per noi." Low è stata la prima canzone a essere completata dopo l'uscita di Deadweight. "È iniziato come la maggior parte delle canzoni con il riff principale." La band ne ha registrato una demo durante il Vans Warped Tour 2018.
“Siamo tornati da Andrew Wade e Jeremy McKinnon per il lato produzione e ingegneria delle cose e siamo stati onorati di avere la leggenda del metal, Mark Lewis, mizato! La canzone ha subito molti cambiamenti di struttura prima di approdare su ciò che è oggi. "Low" rappresenta tutto ciò che ti aspetti da Wage War, ma nel suo stato più raffinato."

## Promozione
Oltre alle notizie sull'album, la band ha annunciato un tour autunnale. Inaugurato il 27 settembre, poche settimane dopo la loro apparizione al Worcester Self Help Fest, Wage War arriverà sulla strada con Like Moths To Flames, Polaris e Dayseeker.

## Tracce
1. Who I Am – 3:41
2. Prison – 2:48
3. Grave – 3:15
4. Ghost – 3:21
5. Me Against Myself – 3:57
6. Hurt – 3:15
7. Low – 3:47
8. The Line – 3:14
9. Fury – 3:19
10. Forget My Name – 3:22
11. Take the Fight – 3:39
12. Will We Ever Learn – 4:00